# Huanglongxi
Huanglongxi (chinois simplifié : 黄龙溪镇 ; pinyin : huánglóngxī zhèn), est un village historique situé sur le xian de Shuangliu, dans la province du Sichuan, en République populaire de Chine.

## Village touristique
Huanglongxi est un village rural situé à 40 km au sud de Chengdu, au bord d'une rivière. Il regroupe une demi-douzaine de rues comportant des maisons en bois datant de la dynastie Qing. 
C'est un village très touristique, particulièrement fréquenté lors des fêtes du printemps, pendant lesquelles sont données des représentations de la danse du dragon de feu.

Paysages de Huanglongxi
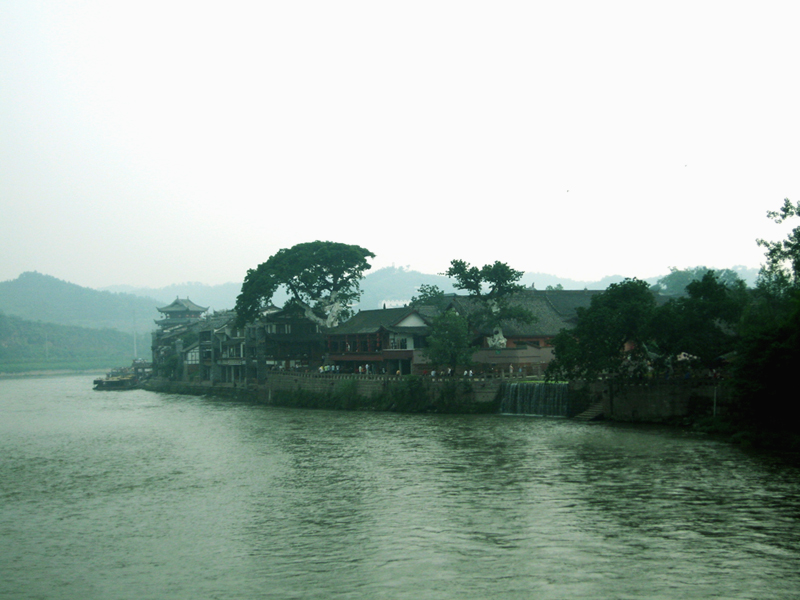
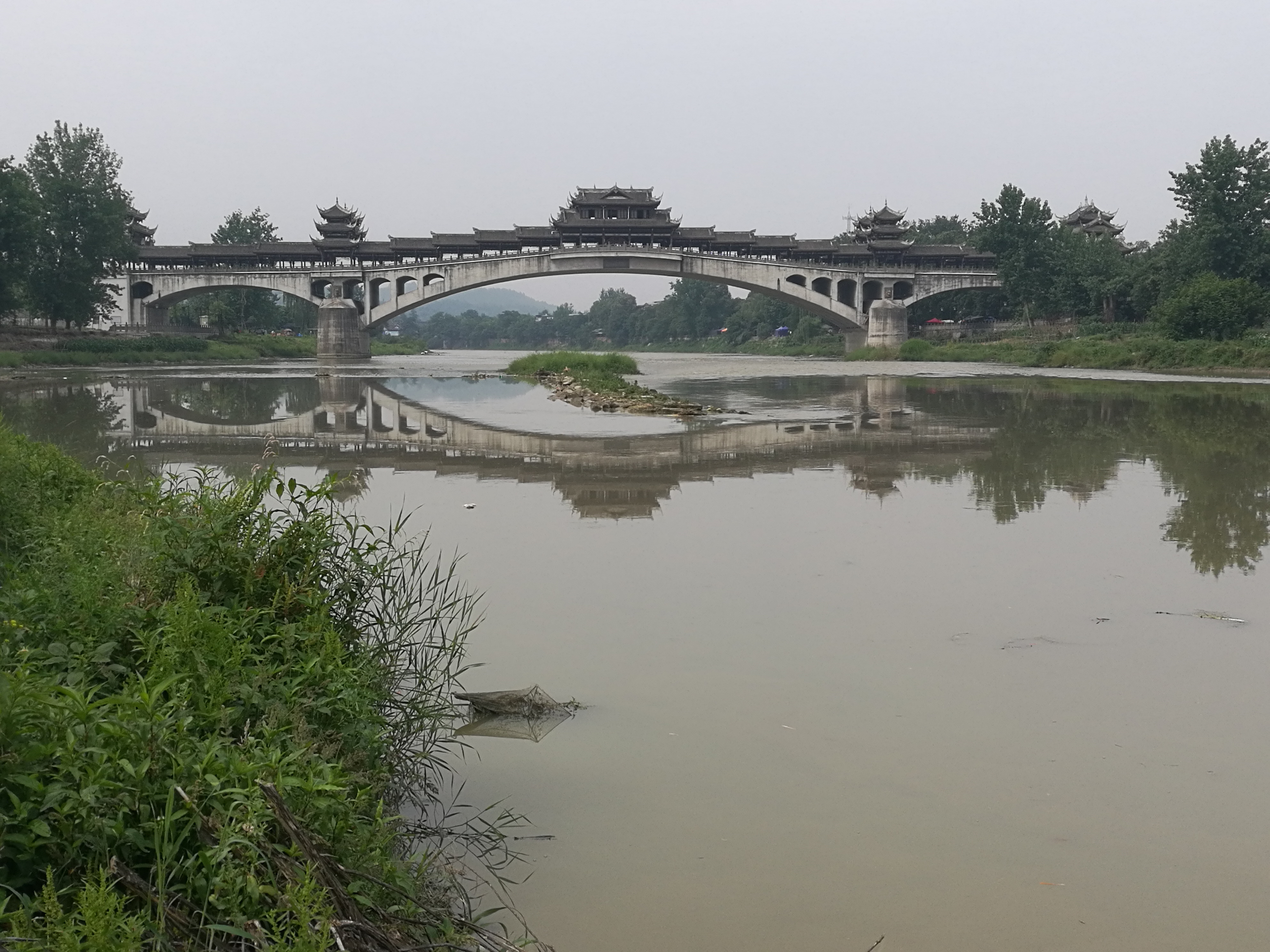
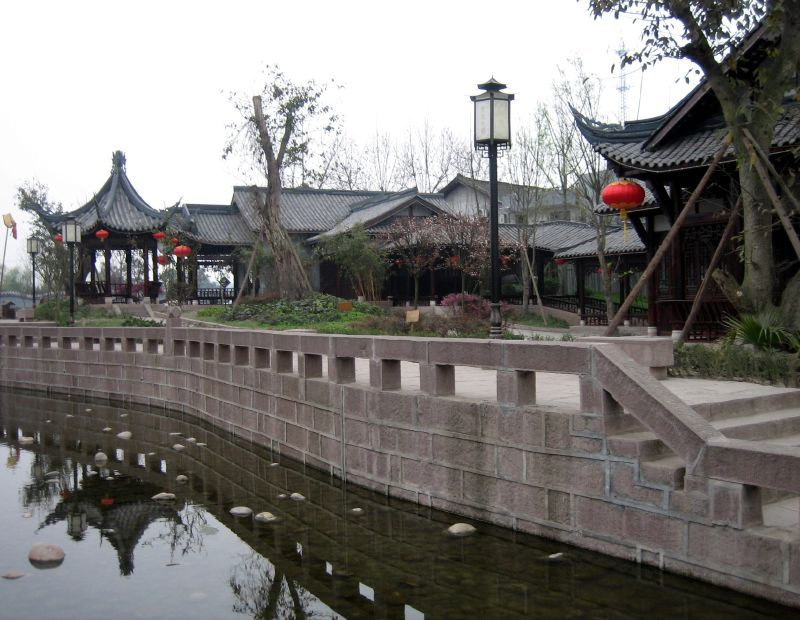
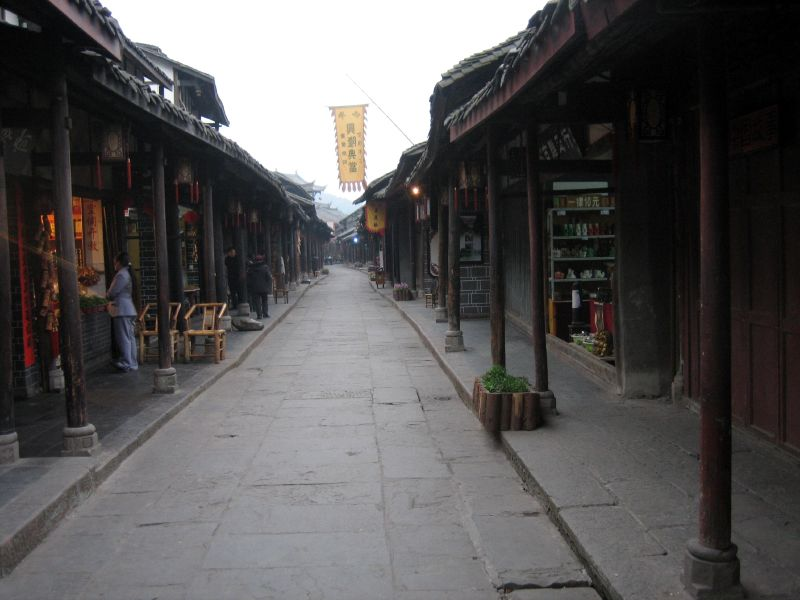
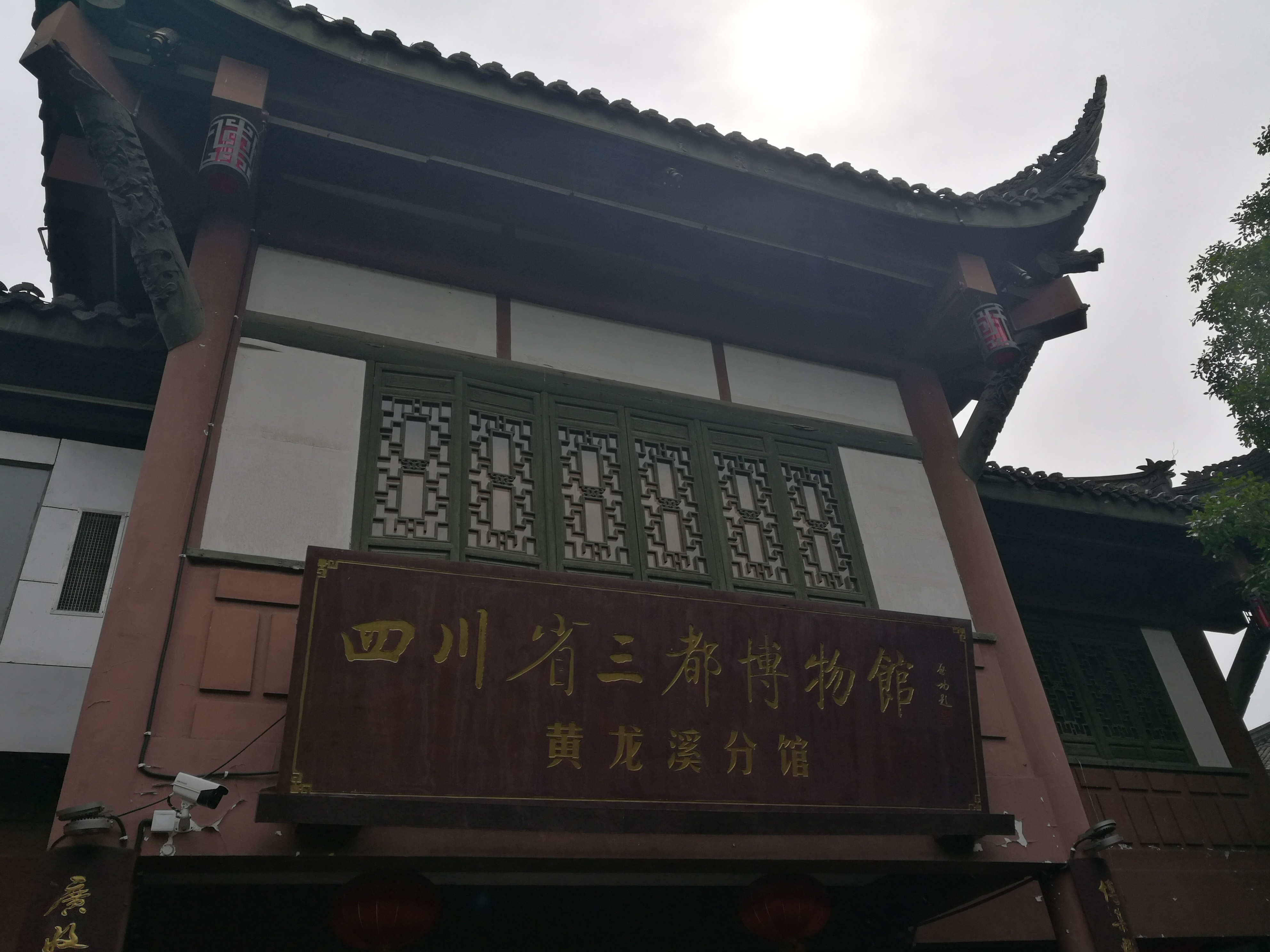
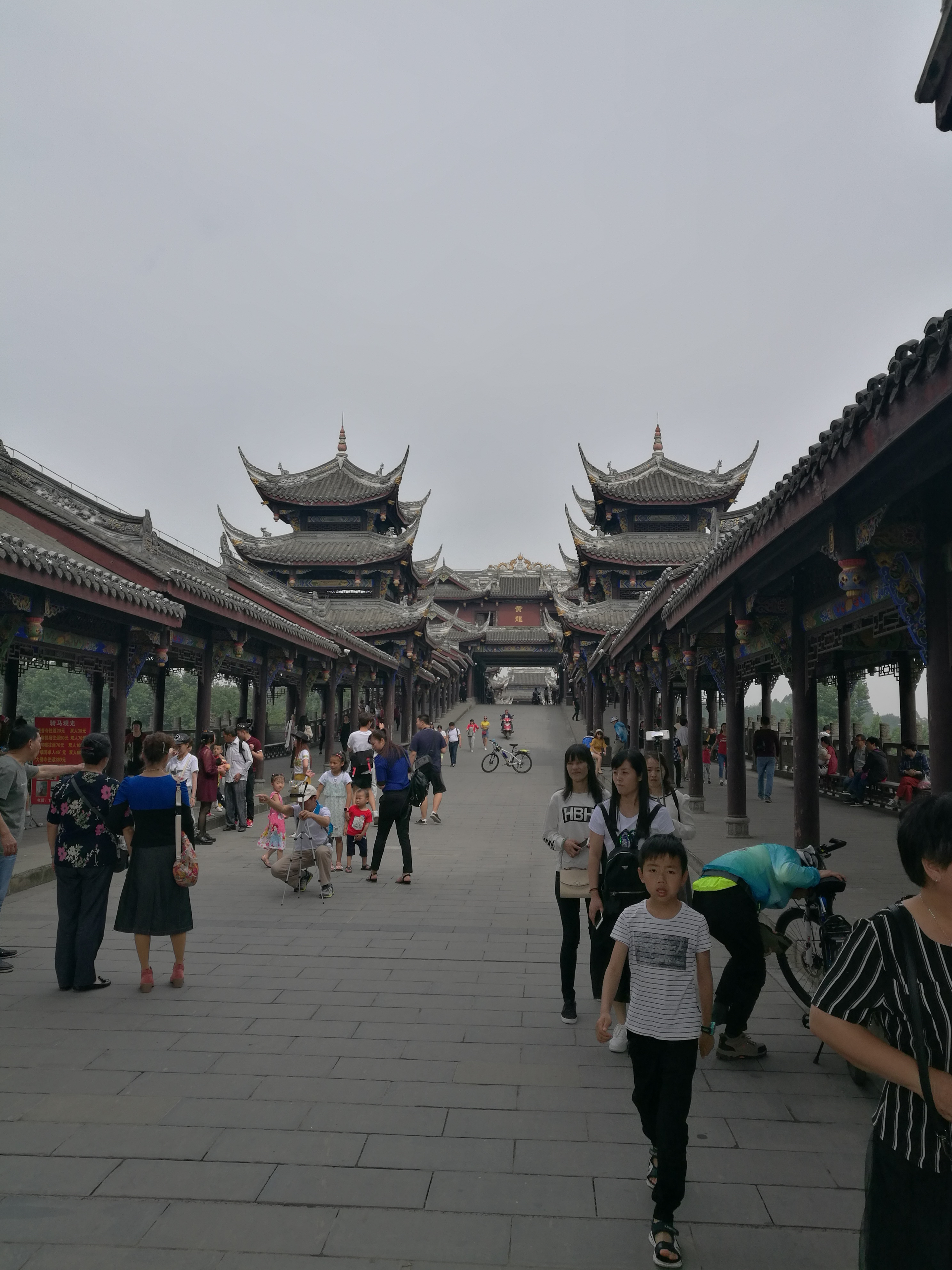
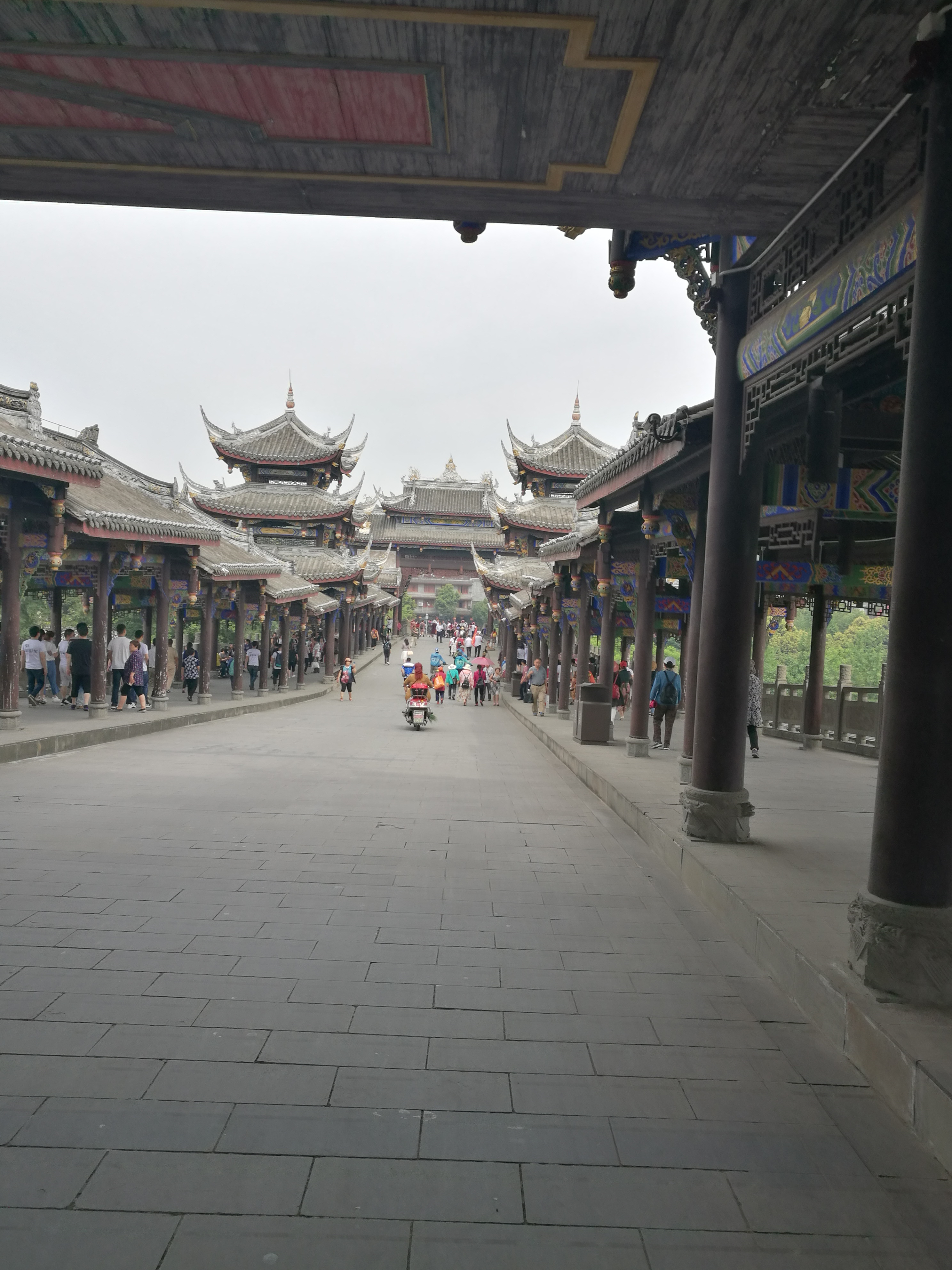
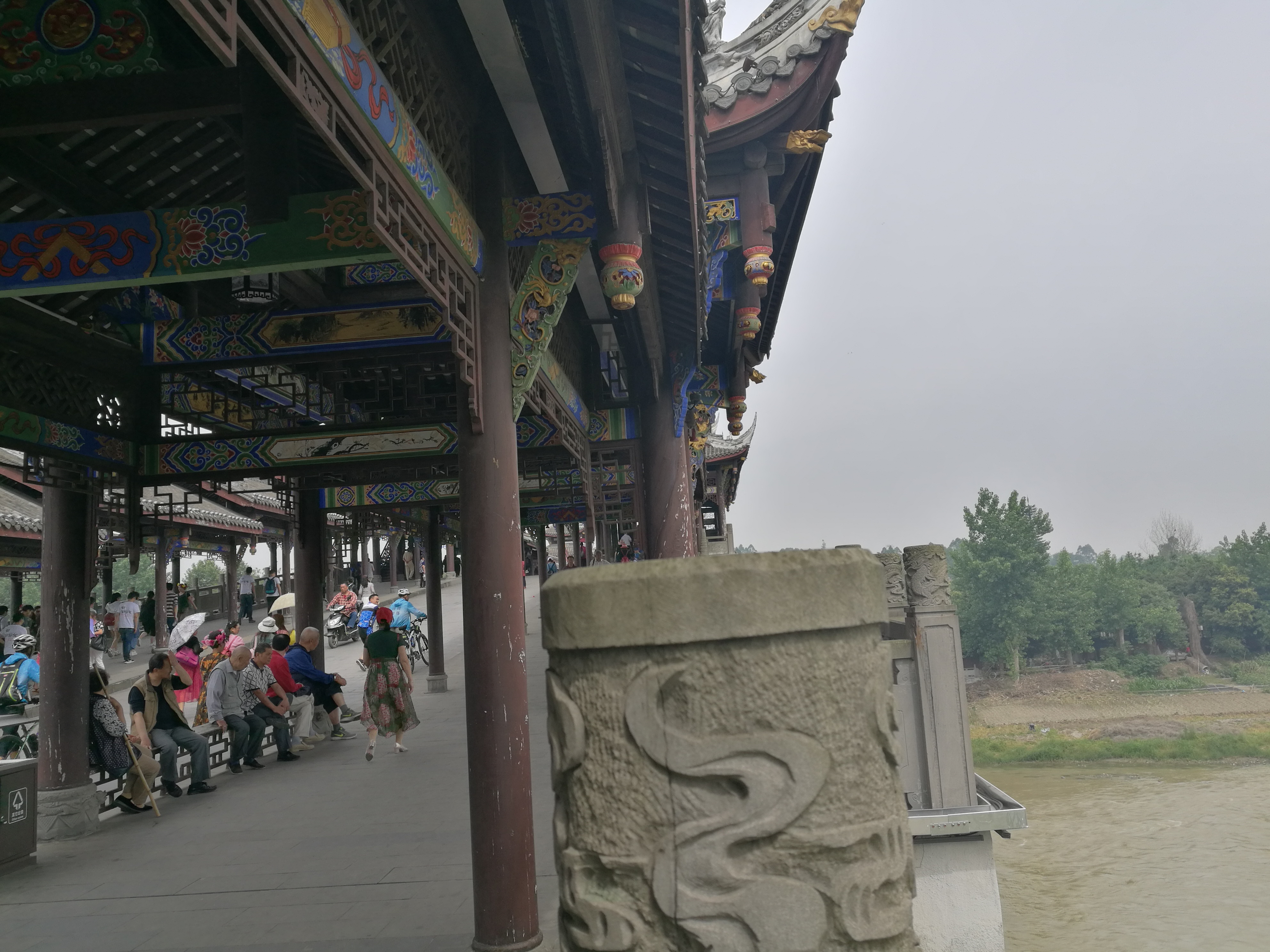
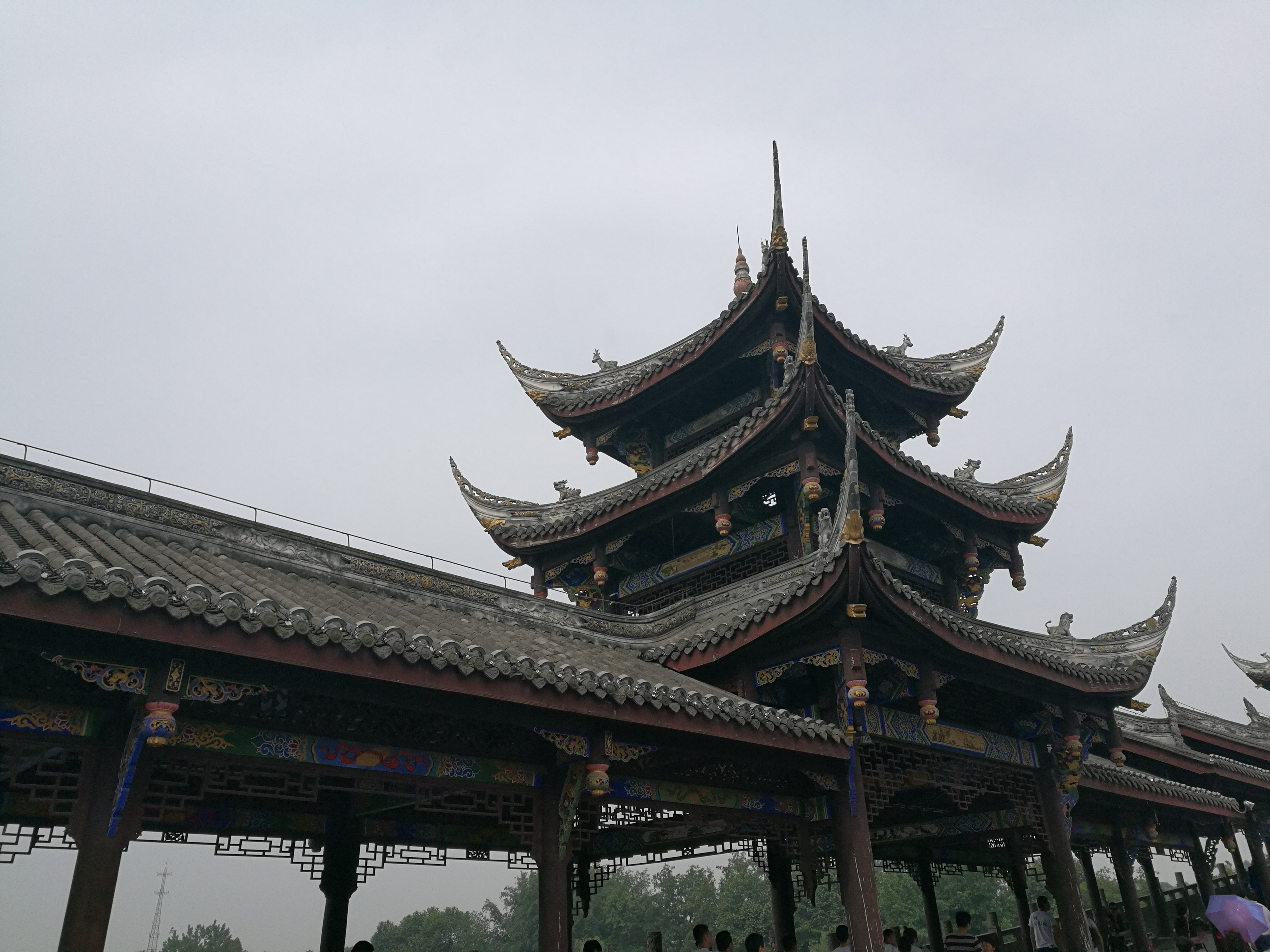
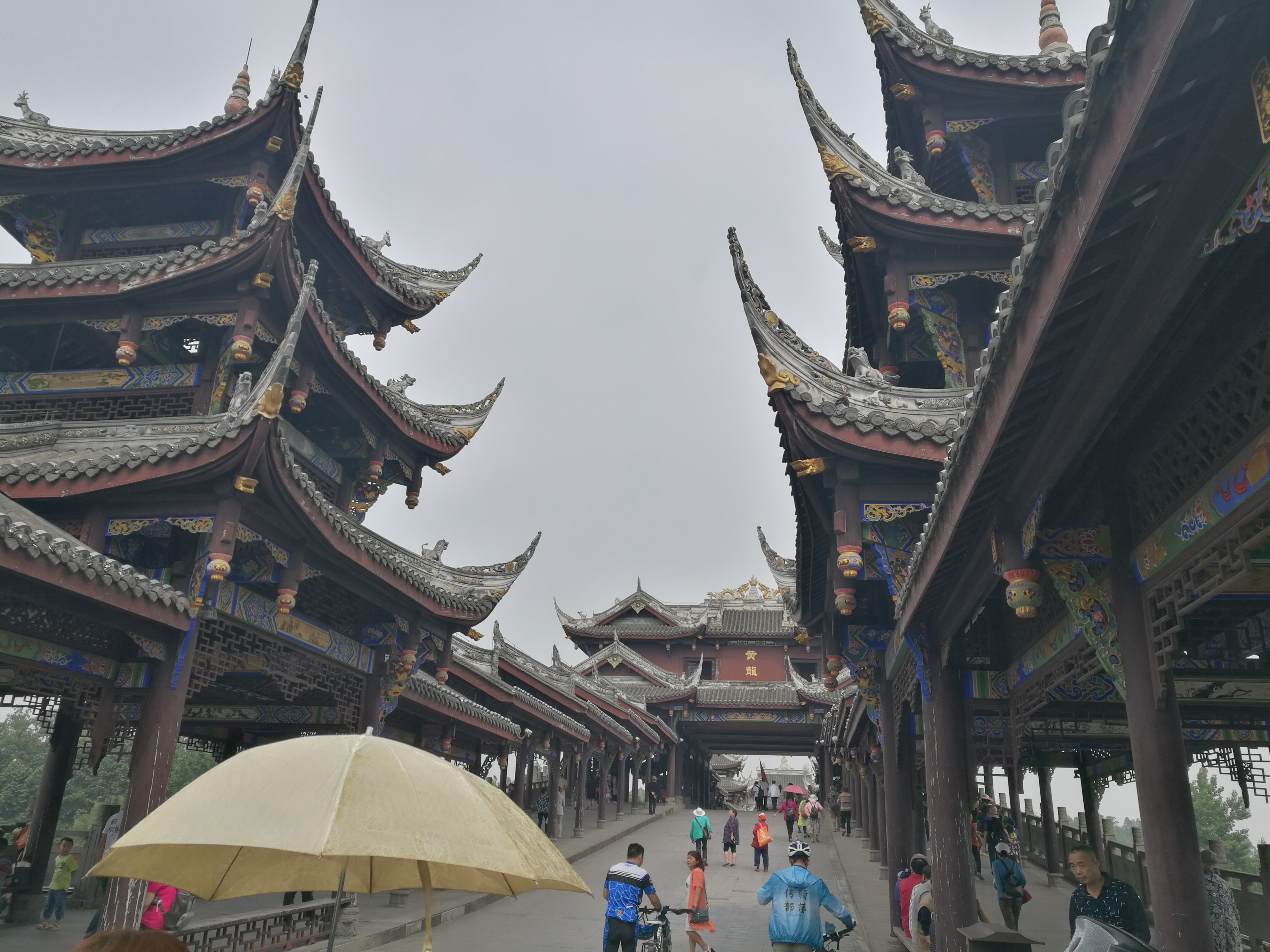